# EsViva
esViva - Primavera Europea (en italiano: èViva - Primavera Europea, abreviado èV) fue un partido político italiano de izquierdas.

## Historia
El partido fue fundado por Francesco Laforgia (miembro de Artículo Uno) y Luca Pastorino (miembro de Posible) el 13 de abril de 2019. El nombre del movimiento fue elegido a través de una encuesta online.
Para las elecciones al Parlamento Europeo de 2019, esViva se unió a la alianza electoral La Izquierda, junto con Izquierda Italiana, Refundación Comunista y el Partido del Sur. La Izquierda, que se unió al grupo GUE/NGL, obtuvo sólo el 1,8%, sin superar el umbral del 4%, por lo que no consiguió ningún escaño.
En 2023, Laforgia y Pastorino decidieron alistarse al Partido Democrático liderado por Elly Schlein.

## Ideología
esViva se interesaba por los problemas medioambientales y las disparidades socioeconómicas; su ideología era el socialismo democrático, el europeísmo y el antifascismo. Se unió a "Primavera Europea", la plataforma de DiEM25.

## Resultados electorales

### Parlamento Europeo
| Año electoral | Votos                  | %                      | Escaños | Líder              |
| ------------- | ---------------------- | ---------------------- | ------- | ------------------ |
| 2019          | Dentro de La Izquierda | Dentro de La Izquierda | 0/76    | Francesco Laforgia |